# Budîlivka, Radomîșl
Budîlivka (în ucraineană Будилівка) este un sat în comuna Nova Buda din raionul Radomîșl, regiunea Jîtomîr, Ucraina.

## Demografie
Componența lingvistică a localității Budîlivka
     Ucraineană (96,67%)
     Rusă (1,67%)
     Română (1,67%)
Conform recensământului din 2001, majoritatea populației localității Budîlivka era vorbitoare de ucraineană (96,67%), existând în minoritate și vorbitori de rusă (1,67%) și română (1,67%).